# FEG 48/Tokagypt

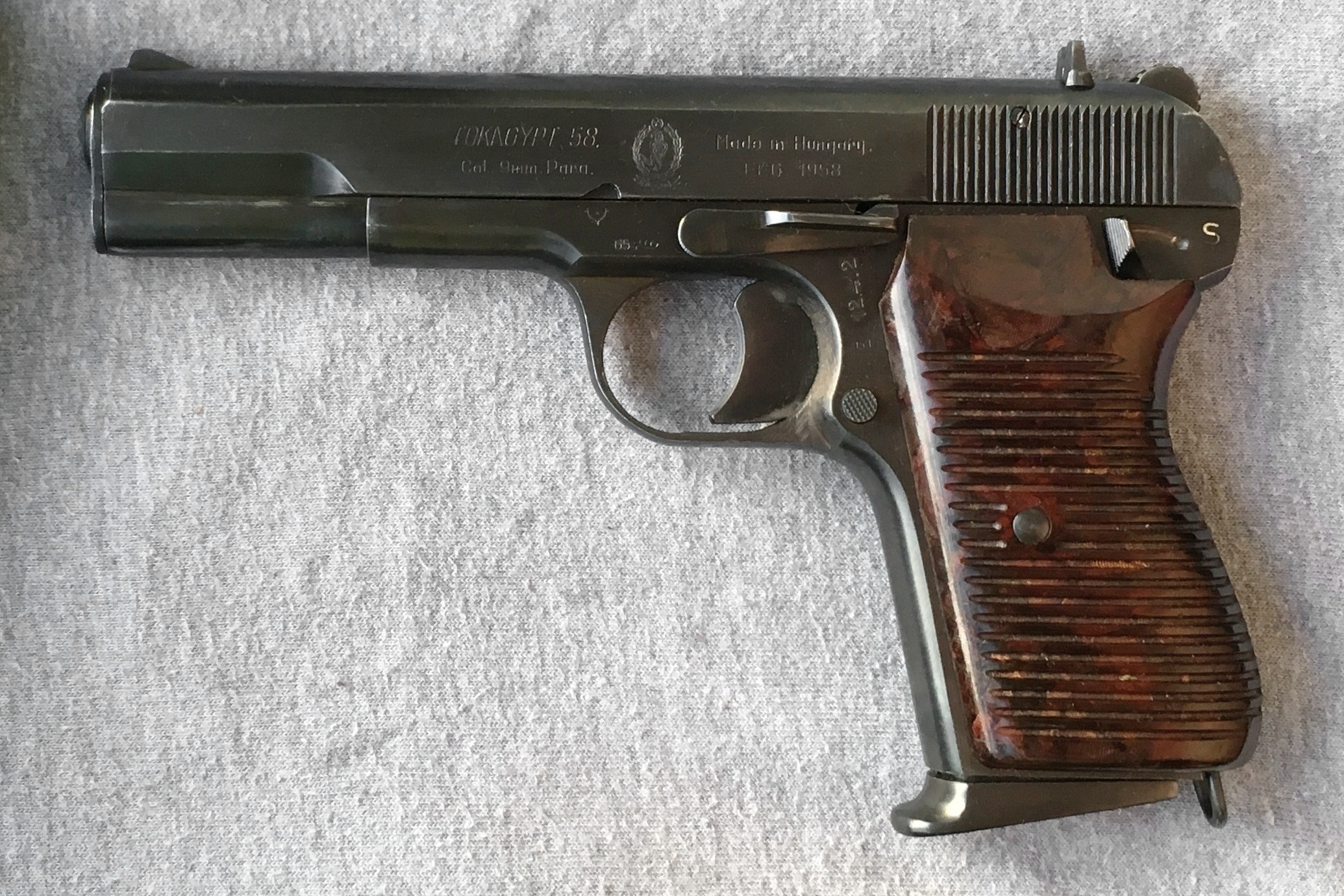
Le Tokagypt arma les membres de la Bande à Baader.

 Le pistolet FÉG M48 est la version magyar du Tokarev TT 33 soviétique. Les différences entre les modèles russes et hongrois tiennent à la qualité de fabrication (supérieure pour le M48) et les plaquettes de crosses qui portent le monogramme de la République de Hongrie (couronne de feuille de chêne et d'épis de blé). 

## Un Pistolet soviéto-hongrois pourNasser: le Tokagypt
Quant au Tokagypt 58, il résulte de l'adaptation du Tokarev au calibre 9 mm Parabellum dans le cadre d'une commande militaire de l'Égypte en 1958 (15 000 armes). Le nouveau modèle reçoit une poignée plus galbée, un chargeur à bec et une sûreté manuelle située derrière la plaquette gauche.  Ces armes ne comportent souvent aucune indication de provenance ou de faux marquage belges. Le reste de la production fut vendue en RFA sous l'appellation de Firebird ou Super 12 et arma les membres de la Bande à Baader. Depuis les années 1990, Norinco produit et exporte une copie du Tokagypt sous le nom de Norinco M201C/NP17/NP18 selon la finition  (bronzée).

## Les Guerres du Tokagypt
Les  militaires de la RAU en firent usage lors de la Guerre des Six Jours mais  l'Égypte avait acheté la licence du Beretta 951 qui le remplaça rapidement auprès des officiers. Ainsi la majorité des Tokagypt 58 équipèrent effectivement les forces armées et la police de l'Algérie, du Liban, de la Syrie et du Tchad.  C'est pourquoi ce PA servit abondamment lors de la Guerre civile algérienne,  de la Guerre du Liban, de la Guerre civile syrienne et  durant le long Conflit tchado-libyen.

## Données numériques

### Feg 48M
- Munition : 7,62 TT
- Longueur : 19,6cm
- Canon : 11,6 cm
- Chargeur : 8 cartouches
- Masse du pistolet chargé : 910 g

### Tokagypt
- Munition : 9 mm Parabellum
- Longueur : 19,4 cm
- Canon : 11,65 cm
- Masse du pistolet chargé : 950 g
- Chargeur : 7 cartouches